# クリスティアン・アルテンブルガー
クリスティアン・アルテンブルガー（Christian Altenburger、1957年9月7日 - ）は、ドイツ出身のオーストリアで活動するクラシック音楽のヴァイオリン奏者。

## 経歴
1957年、ハイデルベルク生まれ。ウィーン国立音楽院でヴァイオリンを学んだが、ズービン・メータの勧めでジュリアード音楽院に留学してドロシー・ディレイの指導も受けた。1976年にウィーンでデビューを飾る。
演奏家としての活動に加えて、教育者としては1990年から2001年までハノーファー音楽演劇大学でヴァイオリンの教授として教鞭をとり、2001年から母校のウィーン国立音楽大学の教授を務めている。